# إدوين دتون
إدوين دتون (بالألمانية: Edwin Dutton)‏ هو لاعب كرة قدم ومدرب كرة قدم ألماني، ولد في 8 أبريل 1890 في Międzylesie ‏ في بولندا، وتوفي في 1970 في لندن في المملكة المتحدة. شارك مع منتخب ألمانيا لكرة القدم. أما مع النوادي، فقد لعب مع نيوكاسل يونايتد.

## وصلات خارجية
- إدوين دتون على موقع قاعدة بيانات كرة القدم.إي يو (الإنجليزية)
- إدوين دتون على موقع ناشيونال فوتبول تيمز (الإنجليزية)
- إدوين دتون على موقع عالم كرة القدم.نت (الإنجليزية)